# Швец, Варвара Ильинична
Варвара Ильинична Швец (1892 — 1975) — звеньевая, Герой Социалистического Труда (1951).

## Биография
Родилась в 1892 году в селе Киндийские хутора, Херсонского уезда, Херсонской губернии, в семье крестьянина.
Образование получила начальное.
Трудовую деятельность в родном селе начала с ранних лет.
В 1934 году возглавила ударное полеводческое звено колхоза имени Хрущёва в селе Киндийка Херсонского района.
За высокие показатели в труде по выращиванию хлопка в 1951 году награждена Орденом Ленина и Золотой медалью «Серп и молот» Героя Социалистического труда.
Умерла в 1975 году, похоронена на местном поселковом кладбище.

## Награды
- Медаль «Серп и Молот» — Герой Социалистического Труда за высокие показатели в труде по выращиванию хлопка[1].
- орден Ленина[2][3]